# Famille Zourabichvili
Pour les articles homonymes, voir Zourabichvili.
Cette page explique l’histoire ou répertorie les différents membres de la famille Zourabichvili.
 (mars 2018).
Si vous disposez d'ouvrages ou d'articles de référence ou si vous connaissez des sites web de qualité traitant du thème abordé ici, merci de compléter l'article en donnant les références utiles à sa vérifiabilité et en les liant à la section « Notes et références ».
La famille Zourabichvili est une famille géorgienne établie en France après l'invasion du territoire de la République démocratique de Géorgie par l'armée rouge, en février et mars 1921.